# Roepie

Purper: Landen die een roepie gebruiken als officiële valuta
India, Indonesië, de Malediven, Mauritius, Nepal, Pakistan, de Seychellen, Sri Lanka
Oranje: Landen waar de roepie van een ander land is het wettig betaalmiddel
Indiase roepie: Bhutan, Nepal, Zimbabwe
Indonesische roepia: Oost-Timor

De roepie is de algemene naam voor de valuta's van India, Indonesië, de Malediven, Mauritius, Nepal, Pakistan, de Seychellen en Sri Lanka, en van de voormalige valuta's van Afghanistan, alle Arabische staten van de Perzische Golf (zoals de Golf-roepie), Brits Oost-Afrika, Birma, Duits Oost-Afrika, de Verdragsstaten en Tibet. In Indonesië en de Malediven staat de munteenheid respectievelijk bekend als roepia en rufiyaa.
De Indiase (₹) en de Pakistaanse roepie (₨) zijn onderverdeeld in honderd paise (enkelvoud paisa) of pice. De Mauritiaanse (ook ₨), Seychelse en Sri Lankaanse roepie worden onderverdeeld in 100 cent. De Nepalese roepie wordt onderverdeeld in honderd paisa (enkelvoud en meervoud) of vier Sukaas.